# Achondrite
 (novembre 2024).
Si vous disposez d'ouvrages ou d'articles de référence ou si vous connaissez des sites web de qualité traitant du thème abordé ici, merci de compléter l'article en donnant les références utiles à sa vérifiabilité et en les liant à la section « Notes et références ».
Achondrite est un terme utilisé en géologie et planétologie pour désigner un certain type de météorite pierreuse (moins de 35 % de métal). Cette catégorie est elle-même divisée en plusieurs sous-groupes de météorites : les achondrites primitives, et les achondrites.

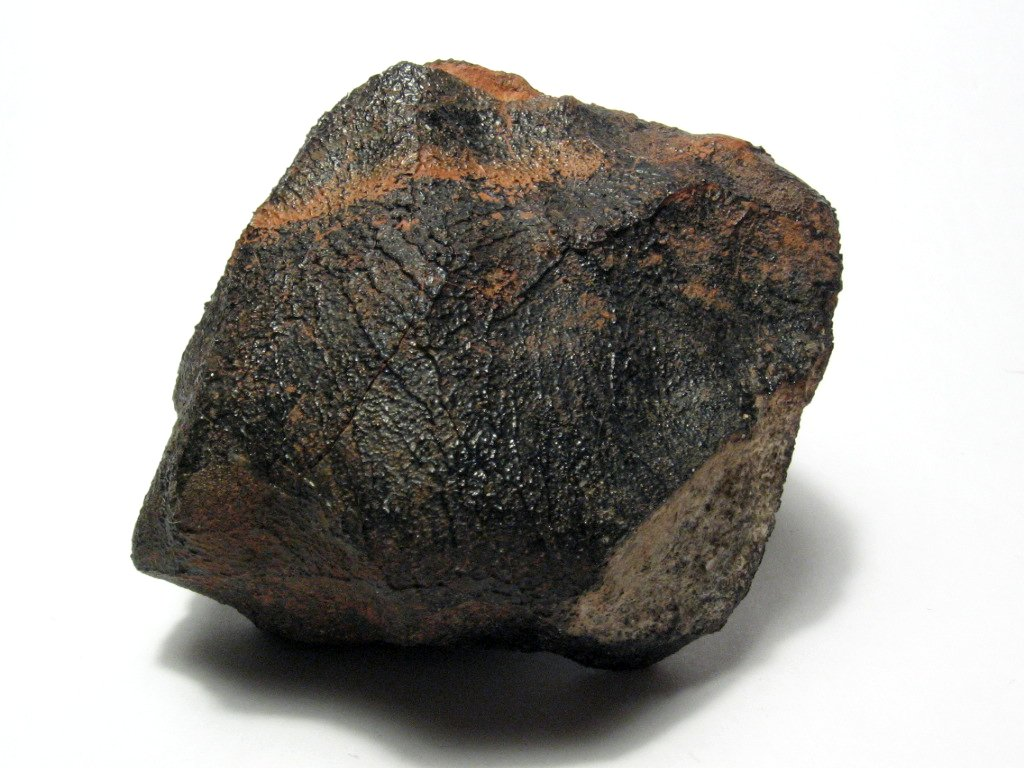
Achondrite (eucrite) tombée en 1960 près de Millbillillie (Australie-Occidentale).

Les achondrites sont des météorites différenciées qui proviennent de la surface de gros astéroïdes. La roche et les chondres ont été fondus par le jeu d'un métamorphisme thermique, le métal a migré vers le centre de l'astéroïde. Elles sont très difficiles à reconnaître car leur texture et leur composition minérale sont similaires à celles des roches terrestres.
Les achondrites représentent environ 6 à 8 % des chutes observées avec environ 940 météorites par an, d'un total d'environ 540 tonnes, recensé dans le Meteoritical Bulletin de la Meteoritical Society (juillet 2005).
Les achondrites ont une composition chimique comparable à celle des chondrites ordinaires, mais elles sont plus riches en calcium et moins en métaux. On suppose qu'elles sont le produit d'une fusion sur grande échelle apparue dans le corps céleste dont elles sont originaires, car elles ressemblent à des roches magmatiques.

## Achondrites primitives
| Classification | Caractéristiques                                                               | Chute de référence                             |
| -------------- | ------------------------------------------------------------------------------ | ---------------------------------------------- |
| Acapulcoïtes   | Granularité moyenne, abondance chondritique de plagioclase et de troïlite      | météorite Acapulco tombée au Mexique en 1976   |
| Brachinites    |                                                                                | météorite Brachina tombée en Australie en 1974 |
| Lodranites     | Granularité grossière, abondance subchondritique de plagioclase et de troïlite |                                                |
| Winonaïtes     | Parentés aux silicates                                                         | météorite Winona tombée en Arizona en 1928     |

## Achondrites
On classe les achondrites selon leur teneur en calcium
| Classification | Caractéristiques |
| -------------- | --- |
| Angrites       | riche en calcium (plus de 5 %), riche en pyroxène calcique titanifère (90 % d'augite), composée également de troïlite et d'olivine (rare)                                                                        |
| Aubrites       | Sans calcium, constituée de silice et de magnésie, riche en enstatite, densité de 3,2. Probablement une chondrite E fondue à la suite d'un métamorphisme (assez rare)                                            |
| Chassignites   | Riche en calcium, composée essentiellement d'olivine, plus quelques éléments oxydés et minéraux hydratés. Météorite supposée provenir de Mars                                                                    |
| Diogénites     | Pauvre en calcium (moins de 3 %), météorite à hypersthène, pyroxène contenant du fer et divers minéraux, densité de 3,3 à 3,4                                                                                    |
| Eucrites       | Riche en calcium (plus de 5 %), l'une des plus courantes, similaire aux basaltes terrestres, riche en pigeonite et feldspath calcique, composée également de troïlite, d'olivine, de chromite et de ferro-nickel |
| Howardites     | Riche en calcium (plus de 5 %), formée d'une brèche polymicte contenant divers débris rocheux, densité de 3,2 à 3,3 (assez rare)                                                                                 |
| Nakhlites      | Riche en calcium, composée essentiellement d'augite, plus quelques éléments oxydés et minéraux hydratés. Météorite supposée provenir de Mars                                                                     |
| Shergottite    | Riche en calcium, roche basaltique composée essentiellement de pyroxène et de plagioclase, plus quelques éléments oxydés et minéraux hydratés. Météorite supposée provenir de Mars                               |
| Uréilites      | Pauvre en calcium (moins de 3 %), météorite à olivine et pigeonite contenant du ferro-nickel, du clinopyroxène et quelquefois du diamant, densité de 3,3 (très rare)                                             |